# Menkamin I
Menkamin I fou un faraó de la dinastia VII de l'antic Egipte que s'esmenta al Papir de Torí i no apareix a la llista d'Abidos i del qual no se sap res. El seu nom suggereix una associació amb Amon.